# Neoromicia anchietae
Neoromicia anchietae is een vleermuis uit de familie der gladneuzen (Vespertilionidae). Tot voor kort werd hij tot het geslacht van de echte dwergvleermuizen (Pipistrellus) gerekend, in een apart ondergeslacht Hypsugo, maar fylogenetische analyses hebben aangetoond dat het ondergeslacht Hypsugo nauwer verwant is aan het geslacht Vespertilio dan aan het ondergeslacht Pipistrellus, zodat Hypsugo nu als een apart geslacht wordt gezien.

## Verspreiding
De soort komt voor in Angola, Congo-Kinshasa, Zuid-Afrika, Zambia, Zimbabwe en Madagaskar. De soort is vooral te vinden op savannes, droge en vochtige.